# Surrender Your Poppy Field
Surrender Your Poppy Field è il 30° album in studio del gruppo musicale statunitense Guided by Voices, pubblicato nel 2020 negli Stati Uniti d'America dalla propria etichetta discografica, la Guided By Voices Inc..

## Tracce
Tutti i brani sono stati scritti da Robert Pollard.
Lato A
1. Year Of The Hard Hitter – 4:02
2. Volcano – 3:06
3. Queen Parking Lot – 1:29
4. Arthur Has Business Elsewhere – 2:55
5. Cul De Sac Kids – 2:36
6. Cat Beats a Drum – 2:38
7. Windjammer – 2:40

Lato B
1. Steely Dodger – 2:44
2. Stone Cold Moron – 2:31
3. Physician – 3:37
4. Man Called Blunder – 2:50
5. Woah Nelly – 1:01
6. Andre the Hawk – 2:01
7. Always Gone – 1:37
8. Next Sea Level – 3:07

## Formazione
- Robert Pollard – voce
- Doug Gillard – chitarra
- Bobby Bare Jr. – chitarra
- Mark Shue – basso
- Kevin March – batteria